# Todd Boekelheide
Todd Boekelheide est un ingénieur du son et un compositeur de musique de films américain.

## Biographie
Todd Boekelheide commence dans l'industrie du cinéma en entrant chez American Zoetrope en 1974. Deux ans plus tard, il quitte la société de Francis Ford Coppola pour travailler comme assistant monteur sur Star Wars, et plus tard comme monteur (son et image) sur L'Étalon noir. Ce dernier film le fait s'intéresser à la musique de film, et il commence des études de musique au Mills College à Oakland. En même temps que commence sa carrière de compositeur de musique de film, il se spécialise dans le mixage son, ce qui lui vaut un Oscar pour Amadeus.

## Filmographie (sélection)

### comme ingénieur du son
- 1979 : L'Étalon noir (The Black Stallion) de Carroll Ballard
- 1983 : L'Étoffe des héros (The Right Stuff) de Philip Kaufman
- 1983 : Un homme parmi les loups (Never Cry Wolf) de Carroll Ballard
- 1984 : Amadeus de Miloš Forman
- 1986 : Mosquito Coast (The Mosquito Coast) de Peter Weir
- 1988 : L'Insoutenable Légèreté de l'être (The Unbearable Lightness of Being) de Philip Kaufman
- 1989 : Le Sang des héros (The Blood of Heroes) de David Webb Peoples
- 1990 : Henry et June (Henry and June de Philip Kaufman
- 1990 : La Nurse (The Guardian) de William Friedkin
- 1990 : Aux sources du Nil (Mountains of the Moon) de Bob Rafelson
- 1997 : The Game de David Fincher
- 1999 : Fight Club de David Fincher
- 2000 : Un automne à New York (Autumn in New York) de Joan Chen
- 2002 : Panic Room de David Fincher

### comme compositeur ou musicien
- 1985 : Dim Sum: A Little Bit of Heart de Wayne Wang
- 1988 : Le Sang des héros (The Blood of Heroes) de David Webb Peoples
- 1988 : Deadly Dreams de Kristine Peterson
- 1989 : Hard Act to Follow d'Issam Makdissy
- 1991 : Exposure de Walter Salles
- 1993 : Digger de Rob Turner
- 1993 : Shimmer de John Hanson
- 1994 : Nina Takes A Lover d'Alan Jacobs
- 1998 : One de Tony Barbieri
- 2002 : The Outsider de Randa Haines
- 2003 : Le Pilote (Spin) de James Redford

## Distinctions
- Oscar du meilleur mixage de son

### Récompenses
- en 1985 pour Amadeus

### Nominations
- en 1984 pour Un homme parmi les loups